# Rumex prusianus
Rumex prusianus är en slideväxtart som beskrevs av Karl Heinz Rechinger. Rumex prusianus ingår i släktet skräppor, och familjen slideväxter. Inga underarter finns listade i Catalogue of Life.